# Domènec Mir i Moragas
Domènec Mir i Moragas (Calella, 15 de juliol de 1907 - Calella, 25 de febrer de 2007) fou historiador local, escriptor, corresponsal de premsa i pioner del cinema amateur a Calella.
Des de ben jove, Mir es va interessar pel món de l'edició i, amb el seu cunyat Pedro Valls, va fundar la impremta Gràfiques Calella. També va ser un dels fundadors de la revista Cap-aspre, un setmanari de la secció local de la Federació de Joves Cristians de Catalunya que es va publicar des del 1933 fins l'esclat de la  Guerra Civil, al juliol de 1936. A partir de 1955, va ser corresponsal de La Vanguardia, on va col·laborar durant dècades.
Domènec Mir viatjava molt, la majoria de vegades a països orientals i principalment per algun motiu històric. Durant els seus viatges feia moltes fotografies i filmacions dels llocs que visitava. També va fer alguna pel·lícula en clau d'humor, entre les quals alguna de l'oest. A més, va ser coautor del documental Calella en imatges (1993), un treball audiovisual basat en el seu llibre Compilació històrica de Calella.
A causa del seu interès per la història local, Mir va recopilar un extens recull de documents i retalls històrics, dibuixos, gravats i fotografies de la Calella antiga, cedides principalment per particulars i el Museu-Arxiu de Calella. També va recuperar molta documentació històrica recopilada anteriorment per Albert Giol i Galceran. Una acurada selecció d'aquest material gràfic i documental va sortir publicat en els seus llibres dedicats a la història local de Calella, en els quals també aprofundeix en temes socials i religiosos de la població, sobretot del segle xviii, xix i principis del xx.

## Obres
- Compilació històrica de Calella, 1982
- Fundació de Calella: compilació de textos històrics, 1988
- Calella d'altre temps, 1991
- Vivències: de la Guerra Civil 1936-1939: el que explica l'avi, 1995
- Calella sota el caciquisme de Manuel Puigvert (1843-1913): esdeveniments i personatges rellevants de l'època, 1997
- In memoriam Jaume Martorell i Flaqué (1894-1980): tallista i escultor, 1998
- Història de la Parròquia, 1999
- P. Martí Brugarola SJ: sociòleg de projecció internacional, 1999
- Calella, qui t'ha vist i qui et veu, 2002
- Selecció de portades de la premsa catalana estesa arreu del món des de 1792 i altres històries, 2002